# Église Saint-Pierre de Thaon
Pour les articles homonymes, voir Église Saint-Pierre.
L'église Saint-Pierre de Thaon est une ancienne église paroissiale construite aux XIe et XIIe siècles à l'écart de l'actuelle commune française de Thaon, dans le département du Calvados, en région Normandie.
L'église, qui est un très bel exemple de l'architecture romane normande, est classée aux monuments historiques.

## Localisation
L'église Saint-Pierre de Thaon est située au fond de la vallée de la Mue, à l'écart du bourg de Thaon, dans le département français du Calvados.

## Historique
Désaffectée en 1840, classée au titre des monuments historiques la même année, elle a, depuis le début du XIXe siècle, retenu l'attention des antiquaires et des archéologues pour son intérêt monumental et artistique.
La première mention de l'église Saint-Pierre apparaît dans une bulle du pape Eugène III et dans une charte de l'évêque de Bayeux, Henry, en 1147[Quoi ?]. Entre l'achèvement de l'édifice aux XIIe et XVIIe siècles, l'église subit peu de modifications si ce n'est, au XIIIe siècle le remplacement des baies du mur sud du chœur par des ouvertures plus grandes afin de donner plus de lumière.
À la fin du XVIIe ou au tout début du XVIIIe siècle, les deux bas-côtés sont supprimés et les grandes arcades sont bouchées avec des pierres de récupération. En 1729, le curé de Thaon entreprend la construction d'une sacristie derrière le chevet du chœur. Comme l'indique une date inscrite au-dessus du portail occidental refait à cette occasion, d'importants travaux d'entretien ont été réalisés dans les années 1771-1772.
À partir de 1792, l'église est transformée en atelier de salpêtrerie. Celui-ci est fermé en 1796 et l'église est de nouveau affectée au culte en 1803. En 1840, l'église est désaffectée au profit d'un nouvel édifice construit près du village. Elle est classée monument historique la même année. Entre 1896 et 1901, une importante campagne de restauration est réalisée par l'architecte des Monuments historiques Léon Bénouville. Au cours de la première moitié du XXe siècle, plusieurs sondages archéologiques sont réalisés pour tenter de restituer le plan d'origine de l'édifice roman avec ses bas-côtés. Une nouvelle campagne de restauration est engagée en 1971-1972. En 1994, des restaurations d'urgence sont réalisées sur le clocher qui menaçait de s'effondrer. Cette même année, a été créée l'Association des amis de la vieille église de Thaon, reconnue d'utilité publique, qui s'attache à faire découvrir ce monument auprès du public.
Depuis 1998, une étude archéologique exhaustive, motivée par un projet de restauration générale, est menée sous la direction de l'archéologue François Delahaye et en collaboration avec l'anthropologue Cécile Niel. Cette étude associant à la fois l'analyse des élévations et la fouille intégrale de l'édifice constitue un des chantiers les plus importants menés en France sur un édifice encore en élévation. Cette étude a notamment permis de mettre au jour de nombreux ossements, dont certains portant des traces de maladies permettant aux paléopathologistes de mieux comprendre les maladies et les modes de vie des époques passées,.

## Description

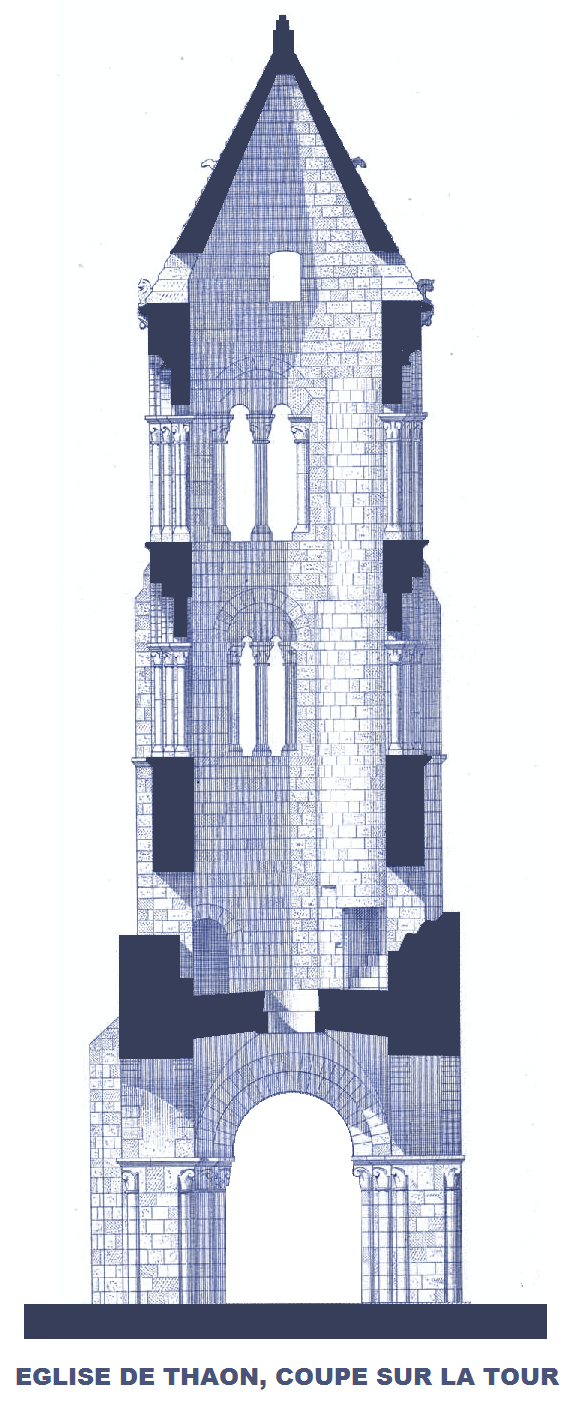
Coupe sur la tour.

On trouve sur le site de l'église la trace de plusieurs édifices cultuels : des sarcophages du VIIe siècle, peut-être marqueurs de sanctuaires antérieurs, une église du haut Moyen Âge, une autre pré-romane aux IXe et Xe siècles, une première église romane de la fin du XIe siècle et une deuxième vers 1130-1150. 
Dans son état actuel, l'église se compose d'une tour à deux étages, seule partie encore en élévation d'un premier édifice roman érigé au cours de la seconde moitié du XIe siècle, d'un chœur rectangulaire à deux travées de 9 m de longueur par 5,50 m de largeur et d'une nef à cinq travées de 15,50 m de longueur par 6,50 m de largeur construits à la fin du premier tiers du XIIe siècle. La nef possédait à l'origine deux bas-côtés aujourd'hui disparus.

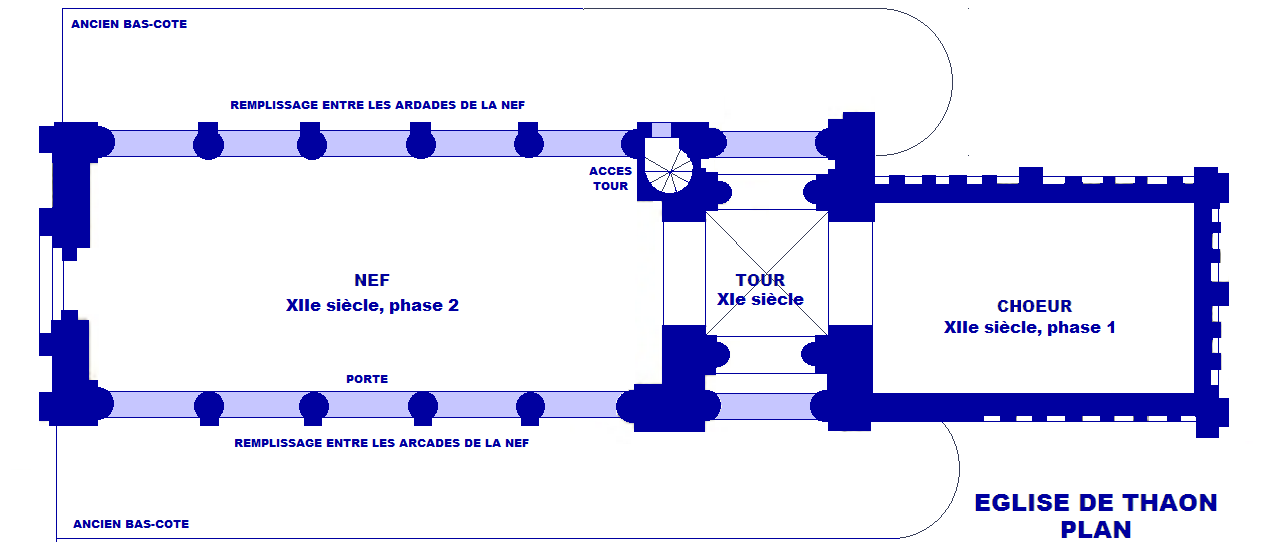
Plan de l'église.

La nef avait des bas-côtés qui ont été supprimés et les arcades bardées. À l'extérieur, ses murs sont dépourvus de moulures, mais à l'intérieur, ils sont décorés d'un motif de zigzags en relief. La façade ouest a une porte romane, puis un rang d'arcatures et d'autres arcatures plus petites au niveau du gable. Sur les façades, de petits arcs cintrés unissent les modillons de la corniche, les pierres sont taillées pour offrir des espèces de moulures hachées, ornement rare pour le plein des murs, mais que l'on trouve souvent sur les corniches. Le chœur est altéré par des percements, il était, sur les murs latéraux décoré d'un premier ordre d'arcatures au-dessus desquelles courait un autre rang d'arcatures ornées de zigzags. Le chevet offre une ordonnance à peu près semblable avec un rang d'arcatures plus petites sur le fronton. Les deux pignons sont couronnés par des croix de pierre encadrées dans un cercle.

### La tour
Eugène Viollet-le-Duc dans son Dictionnaire raisonné de l'architecture française du XIe au XIVe siècle cite dans l'article clocher, la tour-clocher de Thaon, primitivement bâtie sur le porche de l'église qui a conservé une pyramide trapue et carrée. Son clocher est encore empreint des traditions défensives des tours primitives élevées sur les porches. Son escalier au rez-de-chaussée est pris aux dépens de l'épaisseur d'une des quatre piles et reprend son évolution à partir du premier étage le long de la pile opposée, interrompant ainsi la circulation. Un retrait au-dessus du rez-de-chaussée forme une sorte de chemin de ronde qui pouvait primitivement être muni d'un parapet de défense, ce qui est parfaitement expliqué quand on superpose les plans du rez-de-chaussée et de l'étage.

## Protection aux monuments historiques
L'ancienne église est classée au titre des monuments historiques par liste de 1840.

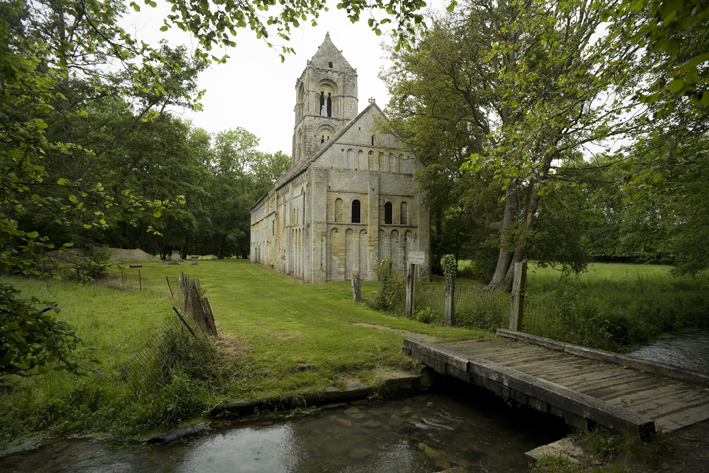
Le site avec le chevet et la façade sud.
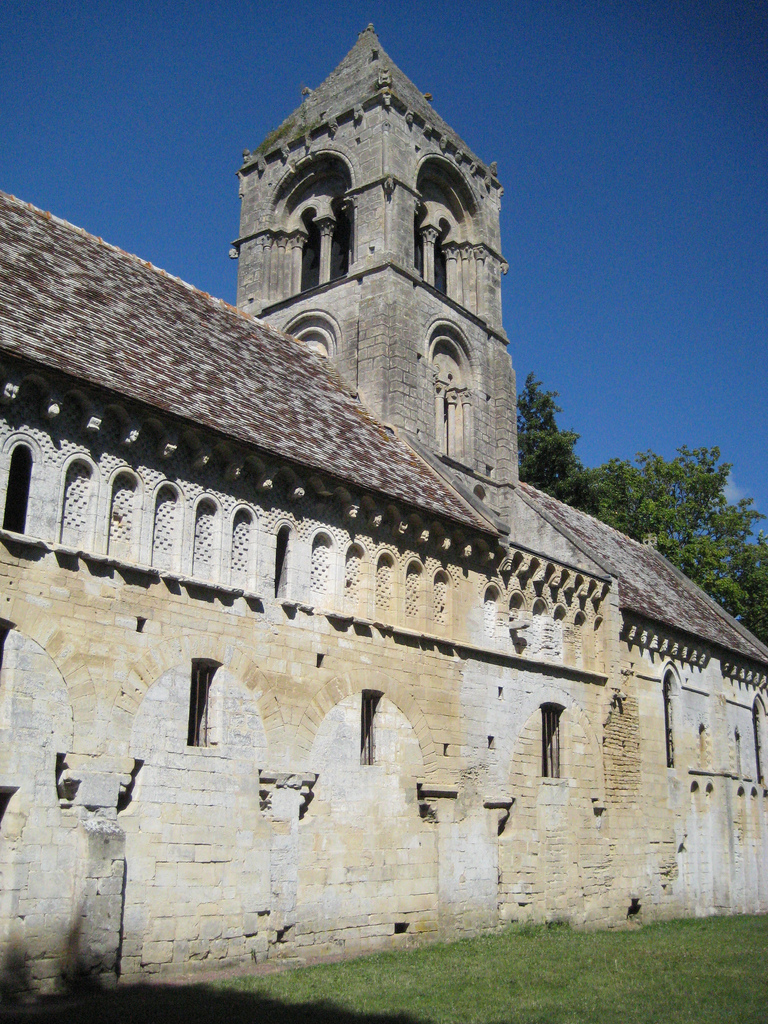
La façade sud avec la trace des arcades de la nef.
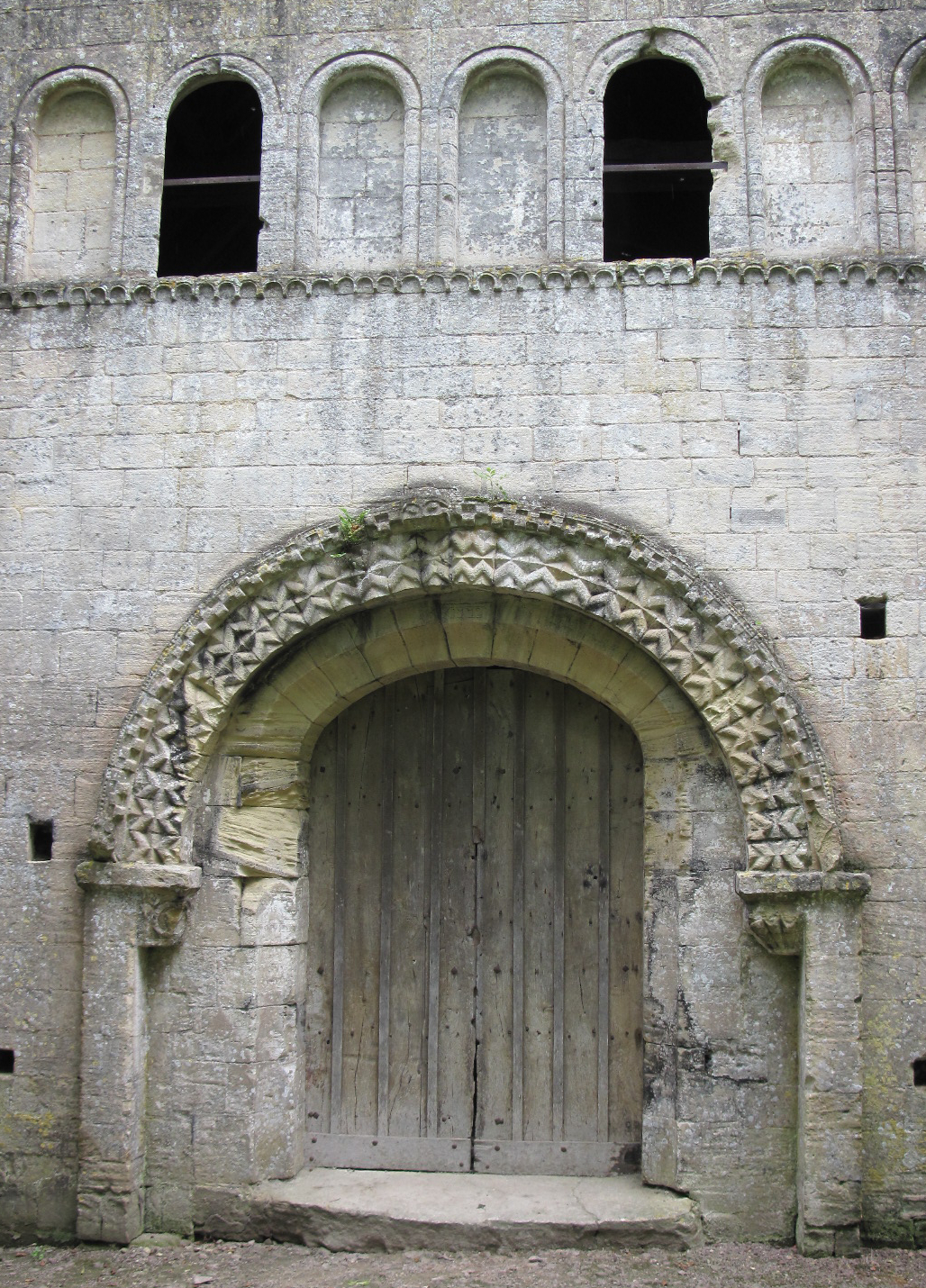
Le portail roman de la façade ouest.
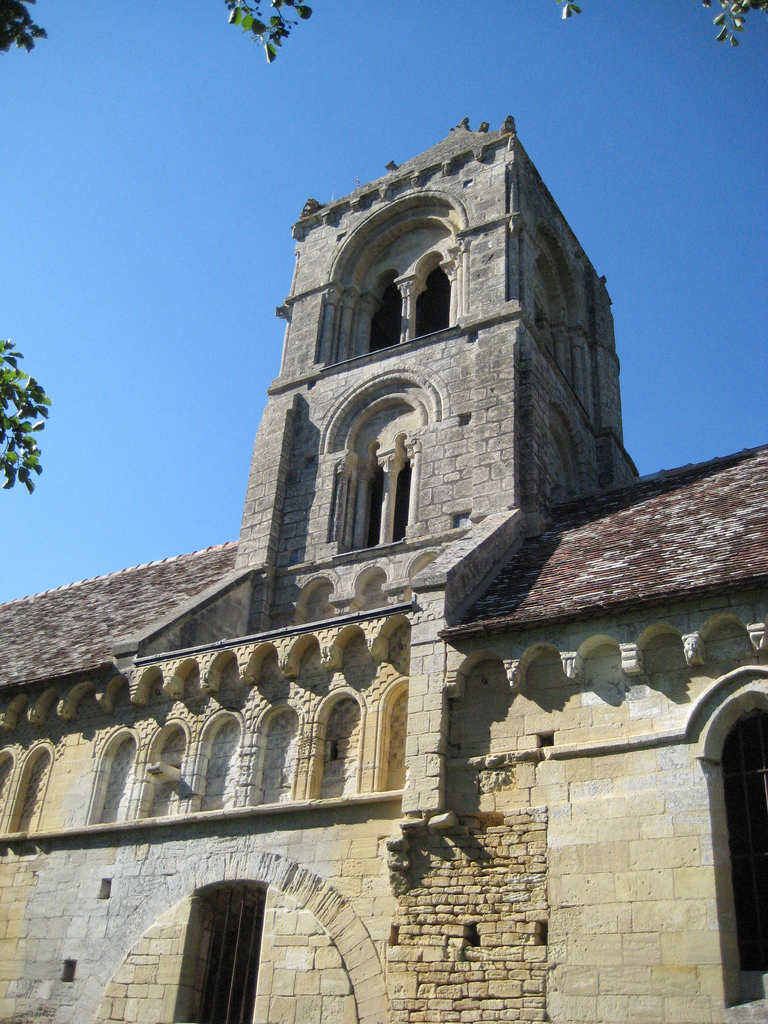
La tour avec les modillons et les arcades.
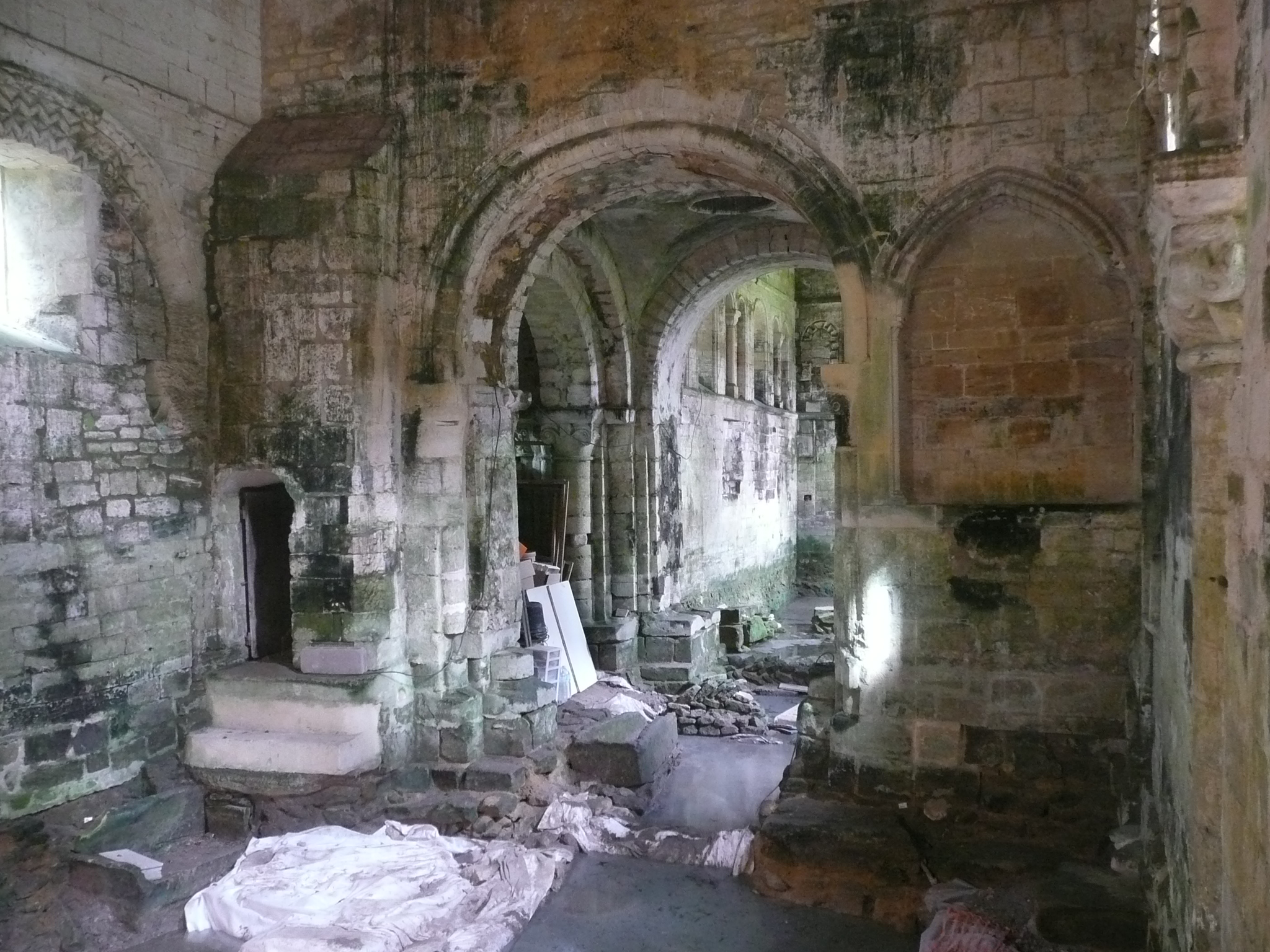
L'intérieur de la nef avec le départ de l'escalier de la tour.